# 하기노차야역
하기노차야역(일본어: 萩ノ茶屋駅, はぎのちゃやえき)은 일본 오사카부 오사카시 니시나리구에 있는 난카이 전기철도의 역이다. 역 번호는 NK04이다.
선로 명칭상으로 본 역을 지나는 노선은 난카이 본선이지만, 난카이 본선용 선로에 플랫폼이 없는 난카이 본선 열차가 모두 통과되기 때문에 운행 계통상 고야 선 열차만 정차한다.

## 역 구조
섬식 승강장 1면 2선의 고가역이다. 승강장 유효 길이는 6량 상행선 서쪽에 전 열차 통과 난카이 본선 열차용 선로가 있다. 2층에 승강장, 1층에 개찰구가 있다. 승강장과 대합실을 연결하는 엘리베이터도 있다.

### 승강장
| 번호 | 노선    | 방향 | 행선                                                               |
| ---- | ------- | ---- | ------------------------------------------------------------------ |
| 1    | 고야 선 | 하행 | 고야산 (난카이 선; 와카야마시・간사이 공항 (신이마미야 환승)) 방면 |
| 2    | 고야 선 | 상행 | 난바 행                                                            |

## 역 주변
역 서쪽에 하나조노키타혼도리 상점가, 동쪽으로 하기노차야혼도리 상점가가 있다.
- 오사카 시영 지하철 요쓰바시 선 하나조노초 역
- 한카이 전기궤도 한카이 선 이마이케・이마후네 정류장
- 쓰루미바시 상점가
- 쓰루미바시 상점가의 끝에 있는 쓰모리 상가를 벗어나면 난카이 고야 선(시오바시 지선) 쓰모리 역에 이른다. 오사카 부립 니시 고등학교 학생의 통학로의 하나이기도 하다.
- 니시하나조노 우체국
- 니시 경찰서
- 이즈미야 하나조노점
- 슈퍼 다마데하나조노점
- 리소나 은행 하기노차야 지점
- 우라카미 병원

## 역사
- 1907년 12월 20일: 난카이 철도 에비스 역(현, 이마미야에비스 역) ~ 덴가차야 역 사이에 신설.
- 1937년 11월 1일: 히가시 선(현재 운행 계통상의 고야 선) 고가화.
- 1938년 9월 10일: 고가화 완성.
- 1944년 6월 1일: 회사 합병으로 긴키 닛폰 철도의 역이 됨.
- 1947년 6월 1일: 노선 양도하면서 난카이 전기 철도역이 됨.
- 1970년 11월 23일: 난카이 본선의 히가시 선 각역정차가 폐지됨과 동시에 이후 운행 계통상의 고야 선 보통 열차만 정차가 됨.

## 사진

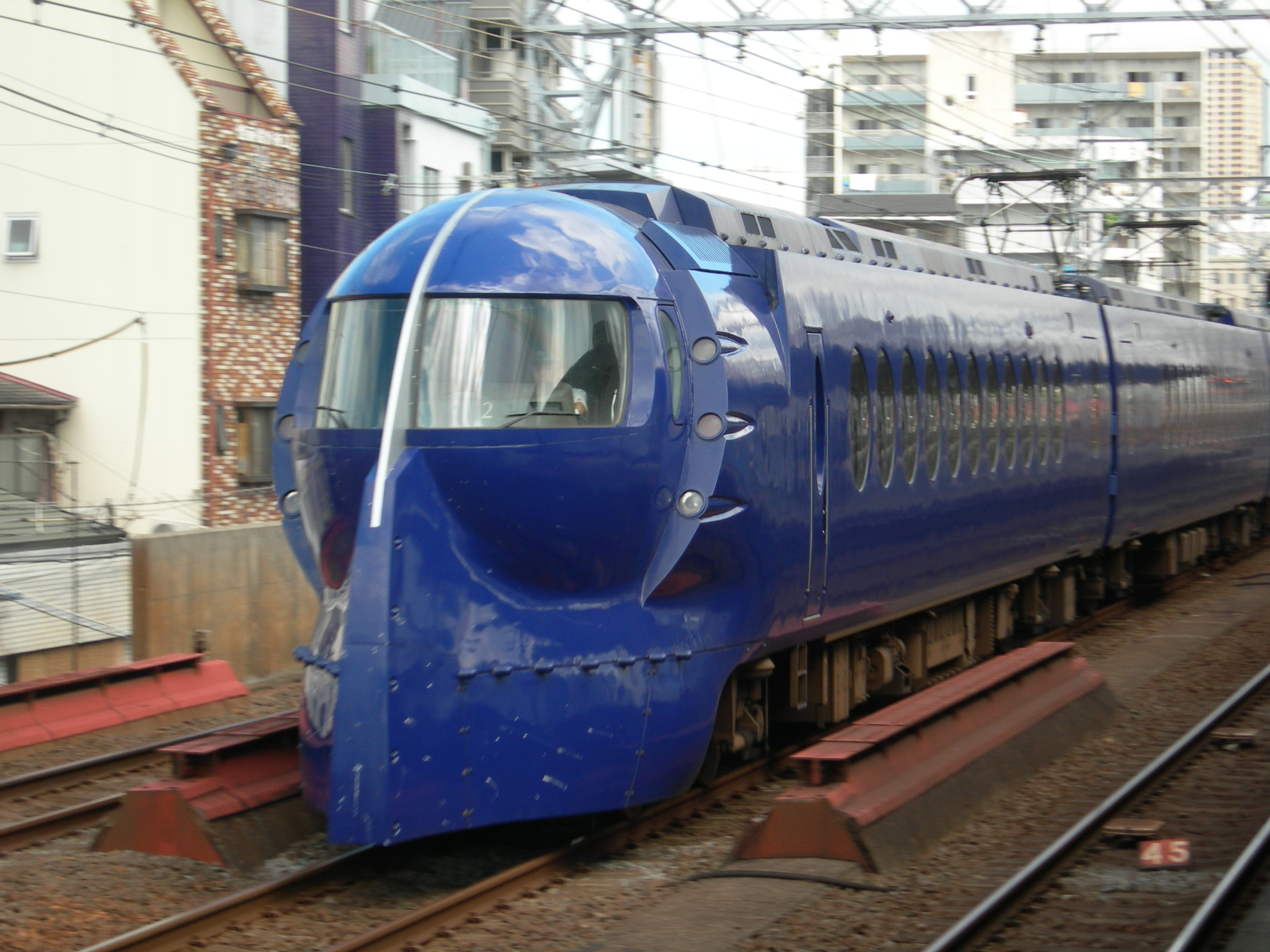
난카이 50000계 급행이 역을 통과 중인 모습
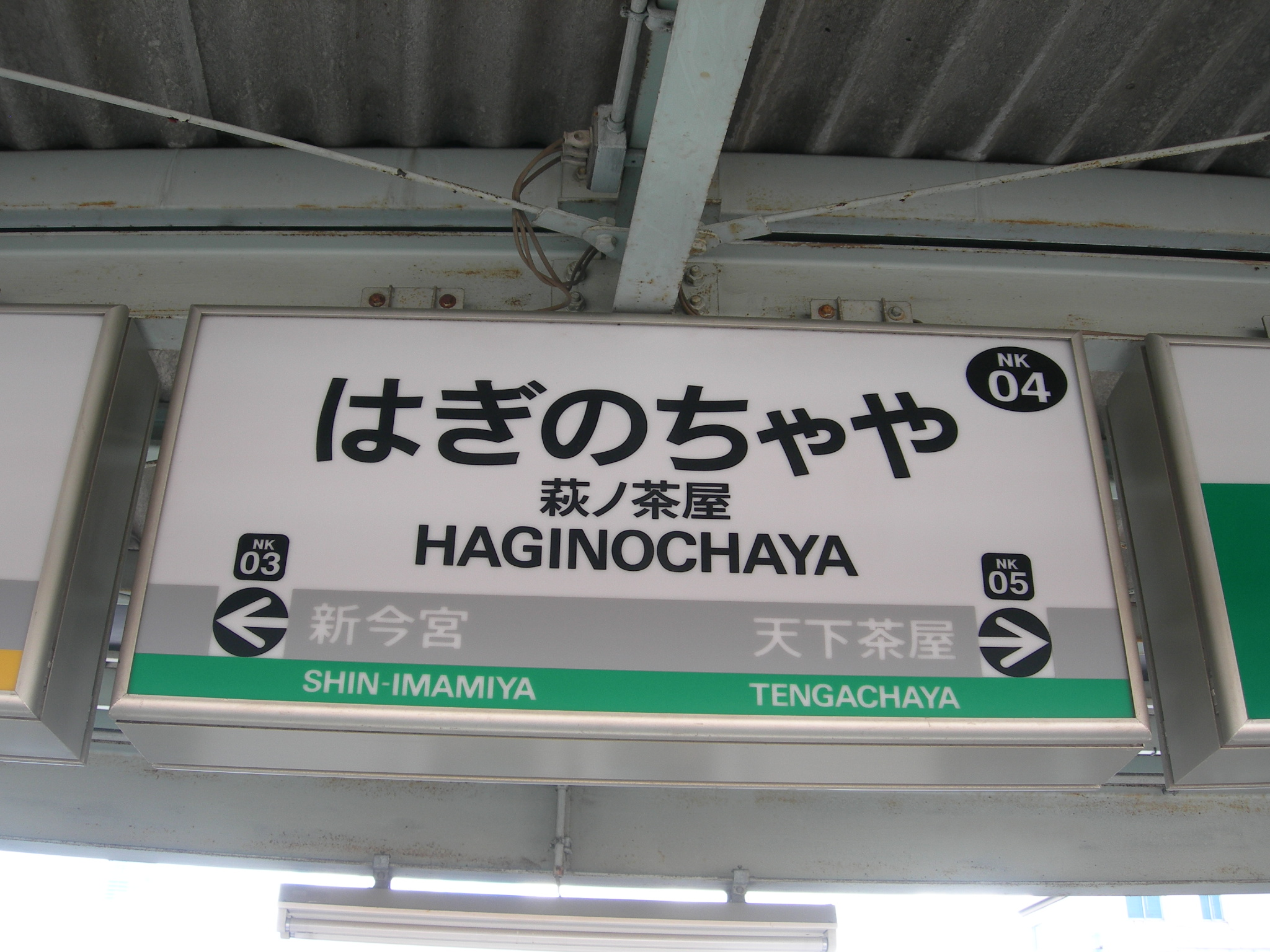
역명판

## 인접역
| 난카이 전기철도 고야 선   | 난카이 전기철도 고야 선 | 난카이 전기철도 고야 선         |
| ------------------------- | ----------------------- | ------------------------------- |
| NK03 신이마미야 난바 방면 | ■ 각역정차              | 덴가차야 NK05 고쿠라쿠바시 방면 |